# Cistanthe stricta
Cistanthe stricta är en källörtsväxtart som först beskrevs av Rodolfo Amando Philippi, och fick sitt nu gällande namn av I. Peralta. Cistanthe stricta ingår i släktet Cistanthe och familjen källörtsväxter. Inga underarter finns listade i Catalogue of Life.